# Александар Барабанов
Александар Дмитријевич Барабанов (рус. Александр Дмитириевич Барабанов; Санкт Петербург, 17. јун 1994) руски је хокејаш на леду. Игра на позицијама десног крила.
Члан је сениорске репрезентације Русије за коју је на међународној сцени дебитовао на светском првенству 2017. године.  
Поникао је у редовима петербуршког ХК СКА, тима у којем је дебитовао у сениорској конкуренцији у сезони 2013/14. у КХЛ лиги. Са екипом из Петербурга освојио је два трофеја Гагариновог купа (у сезонама 2014/15. и 2016/17).  